# Scelotes fitzsimonsi
Scelotes fitzsimonsi är en ödleart som beskrevs av  Donald G. Broadley 1994. Scelotes fitzsimonsi ingår i släktet Scelotes och familjen skinkar. Inga underarter finns listade i Catalogue of Life.